# 新立城镇
新立城镇，是中國吉林省長春市南關區下辖的一个乡镇级行政单位。位于朝阳区以东，净乙六路以南，新湖镇以西，新立城水库、伊通县以北。幅员面积131.07平方公里，辖新立湖社区和新立城、小街、十里堡、先锋、丰收、爱国6个村，人口7.98万人。新立城镇人民政府驻生态西街与丙四十五路交汇处。
2023年3月17日行政区划调整。调整后，管辖范围为与朝阳区交界处以东，天新路以南，玉潭镇、新湖镇以西，新立城水库与伊通交界处以北。

## 行政区划
新立城镇下辖以下地区：
丰收村、新立城村、齐家村、先锋村、五四村、十里卜村、爱国村和小街村。
2023年3月17日行政区划调整后，下辖新立湖1个社区和先锋、丰收、小街、爱国、新立城5个行政村。